# 萧前 (1924年)
萧前（1924年7月—2007年8月23日），湖北沙市人，中国马克思主义哲学家，曾任中国人民大学教授、博士生导师。
1944年，考入昆明国立西南联合大学物理系，並参加了中国共产党的外围组织民主青年联盟，在王汉斌、彭珮云的领导下开展学生工作。1946年，在吳晗的推薦下到晋冀鲁豫解放区，在北方大学文教学院学习，后合并入华北大学。1947年，留校工作，任艾思奇的秘书。1950年，華北大學改組為中国人民大学，在人大馬列主義教研室任教。1951年，人大開辦馬列主義研究班。费·让·凯列应邀来讲授辩证唯物主义和历史唯物主义，萧前担任理论辅导组组长兼凯列助手。1964年，提為教授。1981年，萧前被聘为国务院学位委员会哲学学科评议组成员和召集人，1982年，中国辩证唯物主义研究会成立，萧前被推选为执行会长之一。